# Chieti Calcio 1998-1999
Questa voce raccoglie le informazioni riguardanti il Chieti Calcio nelle competizioni ufficiali della stagione 1998-1999.

## Rosa
| N. |                   | Ruolo | Calciatore            |
| -- | ----------------- | ----- | --------------------- |
|    | Italia (bandiera) | C     | Massimo Andreotti     |
|    | Italia (bandiera) | D     | Alessandro Battisti   |
|    | Italia (bandiera) | C     | Giuseppe Carillo      |
|    | Italia (bandiera) | D     | Luca Cerqueti         |
|    | Italia (bandiera) | C     | Tony D'Amico          |
|    | Italia (bandiera) | C     | Arnaldo De Cresce     |
|    | Italia (bandiera) | C     | Gian Paolo De Matteis |
|    | Italia (bandiera) | D     | Daniele Di Filippo    |
|    | Italia (bandiera) | C     | Oscar Di Matteo       |
|    | Italia (bandiera) | D     | Ignazio Di Stefano    |
|    | Italia (bandiera) | C     | Daniele Fois          |
|    | Italia (bandiera) | D     | Emanuele Gabrieli     |
|    | Italia (bandiera) | P     | Federico Gozzi        |
|    | Italia (bandiera) | C     | Fabio Grosso          |

| N. |                   | Ruolo | Calciatore           |
| -- | ----------------- | ----- | -------------------- |
|    | Italia (bandiera) | C     | Marcello Guglielmino |
|    | Italia (bandiera) | C     | Franco Marchegiani   |
|    | Italia (bandiera) | A     | Marco Martini        |
|    | Italia (bandiera) | A     | Marco Martino        |
|    | Italia (bandiera) | A     | Orazio Millesi       |
|    | Italia (bandiera) | P     | Francesco Musarra    |
|    | Italia (bandiera) | D     | Andrea Persia        |
|    | Italia (bandiera) |       | Rocchio              |
|    | Italia (bandiera) | A     | Massimo Scarpa       |
|    | Italia (bandiera) | A     | Stefano Sgherri      |
|    | Italia (bandiera) | A     | Paolo Terzaroli      |
|    | Italia (bandiera) | C     | Emanuele Tremante    |
|    | Italia (bandiera) | D     | Paolo Zaccagnini     |